# Кнежачић
Кнежачић је мало ненасељено острво у хрватском делу Јадранског мора у Задарском архипелагу.
Налази се пред западном обалом острва Молат, од којег је удаљен око 0,5 км. Површина острва износи 0,019 км². Дужина обалске линије је 0,54 км..